# Nagyvitéz
Nagyvitéz (szlovákul: Víťaz, korábban Veľké Vitézovce) község Szlovákiában, az Eperjesi kerület Eperjesi járásában.

## Fekvése
Eperjestől 26 km-re nyugatra, a Nagyszinye-patak és a Hernád között fekszik.

## Története
1272-ben „Vytez” alakban említik először az Aba nemzetség birtokaként. 1288-ban „Wythezmezew”, 1307-ben „Vycez”, 1320-ban „Wytez Noua Antiqua”, 1373-ban „Uicez”, 1427-ben „Naguites” alakban szerepel a korabeli forrásokban. A Bertóti és Sirokai, később a Hedry, Frichy és Tahy családok birtoka volt. 1787-ben 72 házában 602 lakosa élt.
A 18. század végén Vályi András így ír róla: „Kis Vitéz, Nagy Vitéz. Két tót faluk Sáros Várm. földes Urok Berthóti Uraság, lakosaik többfélék, fekszenek Sirokához közel, mellynek filiáji; N. Vitéznek postája is van; határjok középszerű.”
1828-ban 90 házában 680 lakos élt. Lakói zsellérek voltak, akik mezőgazdasággal és szénégetéssel, később idénymunkákkal foglalkoztak. 1831-ben részt vettek a koleralázadásban, közülük egy felkelőt kivégeztek.
Fényes Elek 1851-ben kiadott geográfiai szótárában így ír a faluról: „Vitéz (Kis- és Nagy), Sáros v. két tót f. Szepes vgye szélén Sirokához délre egy órányira, az első 283 kath., a 2-ik 671 kath., 9 evang., 12 zsidó lak. F. u. többen. Utolsó posta Berthót.”
1913-ban a fél falu leégett egy tűzvészben. Két kastélya az első világháború során semmisült meg. 1920 előtt Sáros vármegye Kisszebeni járásához tartozott.

## Népessége
| Év:            | 1994. | 2004.   | 2014.   | 2024.   |
| -------------- | ----- | ------- | ------- | ------- |
| Emberek száma: | 1768  | 1937    | 2056    | 2040    |
| Eltérés:       |       | +9,55 % | +6,14 % | -0,77 % |

| Év:            | 2023. | 2024.   |
| -------------- | ----- | ------- |
| Emberek száma: | 2018  | 2040    |
| Eltérés:       |       | +1,09 % |

A településnek 1910-ben 748, túlnyomórészt szlovák lakosa volt.
2001-ben 1854 lakosából 1851 szlovák volt.
2011-ben 2000 lakosából 1934 szlovák.

## Nevezetességei
- Munkás Szent József tiszteletére szentelt római katolikus plébániatemploma.
- Szent András apostol tiszteletére szentelt római katolikus temploma.